# Segunda sofística
A finales del siglo I d. C., durante los siglos II, III y IV hasta bien entrado el siglo V, despuntó dentro del llamado Helenismo un renacimiento de la Retórica griega denominado Segunda sofística por uno de sus miembros, Filóstrato, autor de una Vida de los sofistas. Figuran entre los principales autores de esta corriente Nicetes de Esmirna, considerado por Filóstrato el iniciador, su discípulo Escopeliano, Marco Antonio Polemón, Herodes Ático, Elio Aristides, Dión de Prusa, Favorino de Arlés, Alcifrón, Longo, Aquiles Tacio, Jámblico, Heliodoro, Claudio Eliano, el propio Filóstrato, Luciano de Samosata, Ateneo de Naucratis, Apolodoro, Filón de Alejandría, Máximo de Tiro, Libanio, Himerio, Temistio, el emperador Juliano el Apóstata, Procopio de Gaza, Coricio de Gaza y Eneas de Gaza, Eunapio de Sardes y el que es sin duda el más importante de todos ellos, Plutarco de Queronea.